# Kari Vikhagen Gjeitnes
Kari Vikhagen Gjeitnes, née le 13 janvier 1985 à Molde, est une fondeuse norvégienne active depuis 2003. 

## Carrière
Elle débute en Coupe du monde en 2005, et devient l'année même championne du monde junior du sprint. En 2008, elle rentre pour la première dix dans les dix premières en Coupe du monde à Otepää.
En janvier 2011, Gjeitnes obtient son seul podium de sa carrière jusque-là à Liberec dans un sprint par équipes associée à Celine Brun-Lie où elle prend la troisième place. 

## Palmarès

### Championnats du monde
| Épreuve / Édition   | Sprint                           | Sprint    | 10 km | 10 km                            | Poursuite 2 × 10 km | 30 km | Relais | Relais   |
| Épreuve / Édition   | libre                            | classique | libre | classique                        | Poursuite 2 × 10 km | 30 km | Sprint | 4 × 5 km |
| Mondiaux 2015 Falun | Épreuve inexistante à cette date | 5e        |       | Épreuve inexistante à cette date | —                   |       | —      |          |

Légende :
- : pas d'épreuve
- — : Non disputée

### Coupe du monde
- Meilleur classement général : 46e en 2015.
- 1 podium par équipes : une 3e position.
- Meilleur résultat individuel : 4e en 2015.

### Championnats du monde junior
Médaille d'or du sprint classique à Rovaniemi en 2005.